# Terminologielehre
Die Terminologielehre, auch Terminologiewissenschaft und Terminologieforschung, auch Terminologie genannt, ist die Wissenschaft von Begriffen und ihren Bezeichnungen im Bereich der Fachsprachen.

## Allgemeines
Erkenntnisobjekt der Terminologielehre sind insbesondere die Bildung von Begriffen und Begriffssystemen, ihre Darstellung mithilfe von Definitionen und Benennungen sowie die fachliche Phraseologie. Die Terminologielehre erarbeitet terminologische Grundbegriffe und Richtlinien für die Terminologiearbeit und Terminographie (Fachlexikographie), also für die systematische Erfassung und Verwaltung von Termini.
Terminologie spielt in der Privatwirtschaft, in öffentlichen Einrichtungen sowie in Bildung und Wissenschaft eine wichtige Rolle. Sie fördert Effizienz und Eindeutigkeit in der Fachkommunikation. Eine saubere Verwendung von Terminologie optimiert die Unternehmenssprache (Corporate Language), vermeidet Verständnisprobleme, erhöht die Lesefreundlichkeit, ermöglicht die optimale Nutzung von Wissenspotenzialen, führt zu größerer Rechtssicherheit und spart
Kosten.
Eine Normung liefert in Deutschland die DIN 2342 (Begriffe der Terminologielehre).

## Begriffsinhalt und Begriffsumfang
In der Terminologielehre wird unter anderem zwischen den Begriffen Begriffsinhalt und Begriffsumfang aus der Semantik unterschieden. Begriffsinhalt ist die Gesamtheit aller Merkmale eines Begriffs, Begriffsumfang ist die „Gesamtheit der einem Begriff auf derselben Hierarchiestufe untergeordneten Begriffe“. Der Begriffsumfang des Begriffs Fahrzeug beispielsweise besteht aus den Unterbegriffen Landfahrzeug, Wasserfahrzeug, Luftfahrzeug und Raumfahrzeug. Der Begriffsinhalt des Luftfahrzeuges umfasst dessen Merkmale, innerhalb der Erdatmosphäre zu fliegen oder zu fahren (Ballonfahren). Hierdurch grenzt sich das Luftfahrzeug vom Raumfahrzeug ab, das im Weltraum unterwegs ist. Der Begriffsumfang wird umso kleiner, je größer der Begriffsinhalt ist.